# 格伦达·莫雷洪
格伦达·埃斯特法尼娅·莫雷洪·基尼奥内斯（西班牙語：Glenda Estefania Morejón Quiñónez，2000年5月30日—），厄瓜多尔女子田径运动员，2023年泛美运动会女子20公里竞走银牌得主、2024年夏季奥林匹克运动会混合马拉松竞走接力银牌得主。